# Antónios Fokaïdis
Antónios Fokaïdis (ou Adonios Fokaïdis, en grec moderne : Αντώνιος Φωκαΐδης), souvent appelé Antónis Fokaïdis (Αντώνης Φωκαΐδης), est un nageur grec, pratiquant la nage en eau libre.

## Biographie
En 2010, il est sacré champion d'Europe de natation dans l'épreuve des 5 km contre-la-montre par équipe à Budapest en compagnie de Spyrídon Yanniótis et de Kalliópi Araoúzou. Il est médaillé d'argent en 5 km par équipe en 2013.